# Anna-Karin Palm
Anna-Karin Palm, född 17 mars 1961 i Ringarums församling, är en svensk författare och kulturskribent. Hon har skrivit böcker för både vuxna och barn. Debuten skedde med romanen Faunen 1991. Det stora genombrottet kom med Målarens döttrar 1997.
Palm invaldes i maj 2023 som ny ledamot på stol nummer 16 i Svenska Akademien och tog sitt inträde 20 december samma år.

## Bakgrund
Palm växte upp i Stockholm med en halvbror och en syster. Modern utbildade sig som vuxen till läkare, fadern läste till ingenjör på Hermods. Efter tolv år i Waldorfskolan fortsatte hon på Stockholms universitet med litteraturvetenskap, filosofi och engelska. Hon ingick en tid i redaktionen för 80tal/90tal, en svensk litterär tidskrift, och debuterade 1991 med sin första roman Faunen. Hon har även arbetat bland annat som brevbärare, kassörska och inläsare av böcker för synskadade.

## Författarskap
Palm publicerades först i Novella 85, en antologi med bidrag av författardebutanter. Därefter kom ytterligare en novell (1989) i tidskriften 80-tal. Hon debuterade 1991 med romanen Faunen som fick ett mycket positivt mottagande. Därefter följde flera romaner och novellsamlingar, barnböcker och essäer. Sitt stora genombrott fick Anna-Karin Palm med romanen Målarens döttrar, 1997. Den handlar om Maria och hennes bror som reser till England för att söka efter sin försvunna far som är konstnär; nutidshistorien knyts samman med berättelsen om Laura, som levde i England 100 år tidigare tillsammans med sin far som var målare. Boken är en berättelse om konstnärlig frihet och kvinnlig identitet. Bilder är viktiga inspirationskällor och får ta stor plats. Andra inspirationskällor är sagor, landskap, litteratur och musik.
1999 utkom både bilderboken Vildvinter, med illustrationer av Anna Bengtsson och prosaboken Lekplats, som Palm har beskrivit som en samling mer eller mindre lögnaktiga, självbiografiska anekdoter.
2001 kom novellsamlingen In i öknen – noveller inspirerade av resor i Mellanöstern och Grekland.
Herrgården (2005) är en roman där berättelsen rör sig kring några personer på flykt. De flyr i ett land drabbat av inbördeskrig, byar ligger i ruiner, och herrgården de kommer till blir deras räddning. De får husrum och arbete hos den kvinna som äger herrgården. Berättelsens huvudperson är Ben som drar fördel av de andras olycka, han berättar om gruppens tillvaro innan, under och efter flykten. Palm anger att en novell i samlingen In i öknen (2000) lade grunden till Herrgården. Bland förebilderna finns Walter Ljungqvist och Eyvind Johnson, liksom Selma Lagerlöf och Virginia Woolf.
Essäboken Om vänskap (2007) skrev Palm tillsammans med vännen, författaren och filosofen Kate Larson; det är associativa, personligt reflekterande texter kring varierande teman, och formen av dialogisk essä uppfann vännerna tillsammans.  
Romanen Snöängel (2011) rör sig mellan en liten fransk by på 2000-talet och vintern 1985–86 i Stockholm. Frågor om minne, språk, historia och identitet är viktiga, där realism kombineras med saga och låter avståndet mellan platser och tider belysa varandra. Palms texter präglas av starka kvinnliga subjekt och ett intresse för människans inre. I romanerna finns ofta ett starkt episkt driv, en förkärlek för flera tidsplan eller berättarröster och en tydlig formmedvetenhet.
Novellsamlingen Jaktlycka från 2014 rör sig kring den kvinnliga kroppen och utforskar sexualitet, moderskap, sjukdom och åldrande i en svit noveller. Åsa Beckman skriver i DN om "en fin skildring, där Palm visar hur personerna på små och stora sätt far illa för att de inte på riktigt räknat in kroppen i sitt jag".
2019 utkom Palms biografi över Selma Lagerlöf, Jag vill sätta världen i rörelse. Boken nominerades till Augustpriset, Dagens Nyheters kulturpris och Årets fackbok, och tilldelades Lotten von Kraemers pris från Samfundet De Nio. 
2021 publicerades Jag skriver över ditt ansikte, en bok som skildrar hur författarens mor insjuknar i Alzheimers sjukdom. Palm berättar här om moderns liv och sin egen uppväxt, och reflekterar över minne, skrivande, klassresor och familjerelationer.  
Palms böcker är översatta till tyska, nederländska, franska, norska, danska, spanska, polska och isländska.

## Familj
Anna-Karin Palm är gift och har en dotter.